# Opius caudatus
Opius caudatus är en stekelart som beskrevs av Szepligeti 1898. Opius caudatus ingår i släktet Opius och familjen bracksteklar. Inga underarter finns listade i Catalogue of Life.